# Vilasantar
Vilasantar är en kommun i Spanien.  Den ligger i provinsen A Coruña i den autonoma regionen Galicien i nordvästra delen av landet, 500 km väster om huvudstaden Madrid. Antalet invånare är 1 229 (2024).